# 妖怪プロジェクト
妖怪プロジェクト（ようかいプロジェクト）は、日本のバンド。インディーズレーベルのP-PYTHON Recordsに所属するが、作品リリースはavex traxでマネージメントをエイベックス・エンタテインメントが担当する。子供から大人まで楽しめるバンドであり、各種イベントにて活躍中。

## 概要・来歴
メンバーの天狗自らが主催するインディーズレーベル、P-PYTHON Recordsで活動後、2006年3月29日にアルバム『化け物横丁』でavex traxよりメジャー・デビュー。エイベックス第4制作部が主催するライブDEPT.4や、a-nation2006とa-nation2007のパワーステージなどに参加。また、第12回(2007年)と第13回(2008年)世界妖怪会議に参加し、2008年名古屋ドームで行われた妖怪フェスティバルにも参加している。

## メンバー
- かっぱ
  - ボーカル担当。
- 雪おんな
  - ボーカル担当。
- 天狗
  - ギター、ボーカル担当。
- 豆腐小僧
  - コーラス、ダンス担当。　現在大豆を求めて海外へ
- 茶坊主
  - コーラス、ダンス担当。　現在幼稚園に入学し活動休止中

## 作品

### シングル
- カッパゴーゴーゴー! （2006年10月11日）
  1. カッパゴーゴーゴー!
  2. 小豆洗いは橋の下

- 荒野の七人みさき （2008年7月2日）
  1. 荒野の七人みさき/妖怪プロジェクト×全日本妖怪推進委員会（京極夏彦）
  2. グレートボールズ～全日本妖怪推進委員会応援歌～
  3. 燃えろ雪おんな

### アルバム
- 化け物横丁 （2006年3月29日）
  1. カッパゴーゴーゴー!
  2. 一丁おくれ
  3. カラカサブギ
  4. ヒトダマロック
  5. かっぱいい気持ち
  6. スピードテング
  7. ドレミ豆腐小僧
  8. 化け物横丁
  9. ままギター
  10. 祭りはおしまい

- おばけカタログ'07 （2007年7月18日）※ミニアルバム
  1. 化け物土俵入り
  2. 燃えろ雪おんな
  3. ねこまたマンボ
  4. 真っ赤な天狗
  5. 雨降り豆腐小僧
  6. かっぱ良いこころ持ち

- かっぱのたからもの （2008年7月23日）
  1. 恋はかっぱ色
  2. 思い出の件ちゃん/木原浩勝とドナドナ合唱団
  3. 妖怪戦士オコツマン
  4. 犬神わんわん
  5. 墓に布団を着せました
  6. 荒野の七人みさき/妖怪プロジェクト×全日本妖怪推進委員会（京極夏彦）
  7. 送り提灯ピカピカ
  8. 骨にならずにいられない
  9. グレートボールズ～全日本妖怪推進委員会応援歌～
  10. かっぱのたからもの/アダム・カバット＆ザ・かっぱ

### 配信限定
- カッピークリスマス （2006年12月13日）
  - avex traxより配信。